# Pterolophia griseofasciatipennis
Pterolophia griseofasciatipennis là một loài bọ cánh cứng trong họ Cerambycidae.